# Jesse Helms
Jesse Alexander Helms, Jr. (Monroe, 18 de outubro de 1921 — Raleigh, 4 de julho de 2008) foi um jornalista e político estadunidense. Foi senador pelo estado da Carolina do Norte entre 1973 e 2003. Natural da Carolina do Norte, Jesse Helms foi reeleito por cinco mandatos consecutivos para o Senado dos Estados Unidos. Conhecido por seu feroz conservadorismo, ele começou sua carreira política no Partido Democrata antes de ingressar no Republicano no início da década de 1970. Apelidado como "o senador do não", se opôs veementemente aos direitos civis e aos direitos LGBT.

## Biografia
Jesse Helms nasceu em 1921 em Monroe, no estado da Carolina do Norte. Era filho de um chefe de polícia local. Casado com Dorothy Coble em 1942, ele teve três filhos e sete netos. Estudou no Wingate Junior College e, pouco tempo depois, no Wake Forest College (atual Universidade Wake Forest), mas abandonou os estudos em 1941 para começar sua carreira como repórter esportivo no Raleigh News & Observer. Durante a Segunda Guerra Mundial, ele foi recrutador na Marinha dos Estados Unidos. Após a guerra, ele continuou sua carreira como jornalista no jornal The Raleigh Times como editor de política e de 1948 a 1951, foi diretor na estação de rádio WRAL em Raleigh. 
Helms foi assessor dos senadores da Carolina do Norte Willis Smith (1951-1953) e Alton Lennon (1953). Em 1953, tornou-se diretor executivo da Associação dos Banqueiros da Carolina do Norte, cargo que ocupou até 1960. Naquele ano, começou a trabalhar como comentarista político na emissora de rádio WRAL, na WRAL-TV e na Tobacco Radio Network. Em 1960, se tornou membro do conselho de administração da empresa de rádio e televisão Capitol Broadcasting Company. Dentro da Capitol, ele escreveu editoriais conservadores, anticomunistas e apoiadores da segregação racial e das leis Jim Crow, que o tornaram famoso em toda a Carolina do Norte. A Universidade da Carolina do Norte, conhecida por sua orientação progressista, era o alvo favorito das suas críticas.[carece de fontes?]
Originalmente membro do Partido Democrata, Helms rompeu com o partido em 1970, em grande parte devido à sua oposição à Lei dos Direitos Civis de 1964, aprovada durante o governo de Lyndon Johnson. Em 1972, Jesse Helms foi eleito senador da Carolina do Norte pelo Partido Republicano.
Como senador, ele manteve uma postura firmemente conservadora em questões sociais, liderando cruzadas contra o aborto e homossexualidade, apoiando orações nas escolas públicas, opondo-se ao treinamento de estudantes para a integração racial e opondo-se fortemente a controle de armas de fogo e munição. Também apoiou fortemente ditaduras militares na América Latina, bem como o apartheid na África do Sul. Uma figura política polarizadora, Helms foi reeleito quatro vezes - em 1978, 1984, 1990 e 1996 - mas nunca obteve mais de 55% dos votos. Suas campanhas foram frequentemente criticadas por seu tom contraditório, como quando, em 1990, durante a sua campanha contra Harvey Gantt, um candidato afro-americano que havia sido ex-prefeito de Charlotte, Helms veiculou um anúncio de televisão atacando ações afirmativas que foi considerado como racista por alguns críticos.
Helms atuou como presidente do Comitê de Agricultura do Senado entre 1981 e 1987 e como presidente do Comitê de Relações Exteriores do Senado entre 1995 e 2000. Foi um dos maiores opositores à criação de um feriado nacional em homenagem ao ativista pelos direitos civis Martin Luther King. Ficou conhecido por ter sido um dos autores da Lei Helms-Burton, que aumentou o embargo contra Cuba e previa punições para empresas de fora dos Estados Unidos que violassem as sanções, gerando críticas de vários países, incluindo de aliados estadunidenses, como o Canadá e os países da União Europeia, além de prejuízos à população cubana. Se opôs contra quase todos os programas de ajuda externa, alegando que tais esforços eram análogos a "despejar dinheiro em buracos de ratos estrangeiros".
Em 2003, Jesse Helms se aposentou da vida política devido à problemas de saúde. Faleceu em 4 de julho de 2008, em Raleigh, Carolina do Norte, aos 86 anos de idade, vítima de demência vascular. Seu corpo foi sepultado no Historic Oakwood Cemetery, em Raleigh.